# Miss Grand South Africa 2019
Miss Grand South Africa 2019 fue la 4.ª edición del certamen Miss Grand Sudáfrica, que se llevó a cabo el 25 de mayo de 2019 en la ciudad de Pretoria, Provincia de Gauteng. Diez candidatas de toda la Sudáfrica competirán por el título nacional, obteniendo el derecho de representar al país en Miss Grand Internacional 2019. Al final del evento Misha Christie Miss Grand South Africa 2018 coronó a su sucesora, Belinde Bella Schreuder quien compitió en Miss Grand Internacional 2019 realizado en Venezuela.

## Resultados

### Colocación
| Posiciones                   | Candidata                                                 |
| ---------------------------- | --------------------------------------------------------- |
| Miss Grand South Africa 2019 | Gauteng – Belinde Bella Schreuder                         |
| Primera Finalista            | Gauteng – Jeané Van Dam                                   |
| Segunda Finalista            | Limpopo – Phomolo Bianca Tjie                             |
| Top 5                        | Cabo del Norte – Beauron Julies Gauteng – Shaleen de Witt |

### Premiaciones Especiales
| Título                 | Candidata                                        |
| Mejor en Social Media  | Gauteng – Belinde Bella Schreuder                |
| Mejor Vestido de Noche | Gauteng – Belinde Bella Schreuder                |
| Mejor Bikini Body      | Gauteng – Jeané Van Dam                          |
| Mejor Traje Nacional   | Cabo del Norte – Beauron Julies                  |
| Miss Fotogenica        | Gauteng – Jeané Van Dam Gauteng – Annalize Krige |
| Miss Public Choice     | Gauteng – Jeané Van Dam                          |
| Miss Debutente         | Gauteng – Jeané Van Dam                          |

### Jurado
- Marlon Roelfze – Actor sudafricano
- Roelof Burger – Ming Media Fundador
- Adele Loots-Stander – Gerente de ventas de Apollo Brick Gauteng Co., Ltd.
- Casey de Witt – Gerente de Proyecto de Transformación de Danza Matric.
- Naava Loate – Miss Mamelodi Sundowns Free State 2013
- Karabo Maupa – La ex Miss República de Azania

## Candidatas
Hay 10 finalistas que compiten por Miss Grand South Africa 2019:
| Proviacia      | Candidata               | E  | A      | Residencia    | R     |
| Gauteng        | Annalize Krige          |    |        | Centurion     |       |
| Cabo del Norte | Beauron Julies          |    |        | Kuruman       |       |
| Gauteng        | Belinde Bella Schreuder | 23 | 1,77 m | Centurion     |       |
| Gauteng        | Jeané Van Dam           | 19 | 1,61 m | Johannesburgo |       |
| Gauteng        | Juan Marie Nagel        | 28 |        | Randfontein   | [ 1 ] |
| Gauteng        | Peggy Chauke            |    |        | Pretoria      |       |
| Limpopo        | Phomolo Bianca Tjie     | 20 |        | Polokwane     |       |
| Gauteng        | Shaleen de Witt         |    |        | Pretoria      |       |
| Limpopo        | Simoné van Wyk          | 27 | 1,75 m | Mokopane      |       |
| Gauteng        | Tharina Botes           | 22 | 1,79 m | Roodepoort    |       |

### Nota
- Tharina Botes no compitió en la etapa final de Miss Grand South Africa 2019 debido a la clasificación para la coronación de Miss Grand Tailandia 2019 al ganar el concurso provincial, Miss Grand Phuket 2019.[7]